# 伊號第四十八潛艦
伊号第四八潜水艦（いごうだいよんじゅうはちせんすいかん）是大日本帝国海军的一艘潜水艇。伊一六型潜水艦（丙型潜水艦）的8号艦。

## 艦歷
1941年（昭和16年）属于计划建造的マル急計画，1943年6月19日在佐世保海軍工廠开工，1943年12月12日下水，1944年9月5日竣工。
同日编属至第6艦隊第11潜水戦隊。12月7日编入第15潜水隊。翌1945年1月9日从吴出港，作为回天攻撃隊（金剛隊）驶向乌利西环礁，由此下落不明。1月21日确定已丧失。根据美军方面記録，1月21日夜在乌利西环礁以西被侦察机发现。23日清晨遭受美军驱逐舰「コルベッシャー」、「コンクリン」、「ラビイ」攻击而沉没。5月10日除籍，122名乗員全部阵亡。

## 歴代艦長

### 艤装員長
- 当山全信少校（1944年6月10日-）

### 艦長
- 当山全信少校（1944年9月5日-）

## 同型艦
Template:伊一六型潜水艦